# Ilias Kelesidis
Ilias Kelesidis (em grego:  Ηλίας Κελεσίδης, 20 de junho de 1953 – 30 de março de 2007) foi um ciclista olímpico grego, natural da Tchecoslováquia. Representou a Grécia durante os Jogos Olímpicos de Verão de 1984, na prova de corrida em estrada.